# 国際理容美容専門学校
国際理容美容専門学校（こくさいりようびようせんもんがっこう）とは、東京都荒川区東日暮里五丁目にある私立専修学校。

## 概要
学校法人国際共立学園が設置する理容師美容師養成施設。理容師・美容師・エステティシャンを養成する専門学校

## 沿革
- 1955年（昭和30年）2月 - 国際高等理容学校が東京・文京区富士前町（駒込駅前）に開校。
- 1958年（昭和33年）4月 - 現在地に新校舎を建設、移転。
- 1966年（昭和41年）4月 - 「師範科」を新設。
- 1966年（昭和41年）8月 - 「美容科」を併設、校名を「国際高等理容美容学校」と改称。
- 1976年（昭和51年）6月 - 専修学校の認可を受け校名を「国際理容美容専門学校」と改称。
- 1983年（昭和58年）4月 - 2号館が完成。
- 1986年（昭和61年）1月 - 専門課程ビジネス美容科（2年制）を設置、日本初のエステティシャン養成学科の誕生となった。
- 1999年（平成11年）3月 - 3号館が完成。
- 2006年（平成18年）9月 - 4号館が完成。
- 2012年（平成24年）5号館が完成。

## 交通アクセス
本校舎
- JR山手線 日暮里駅より徒歩8分